# Jad

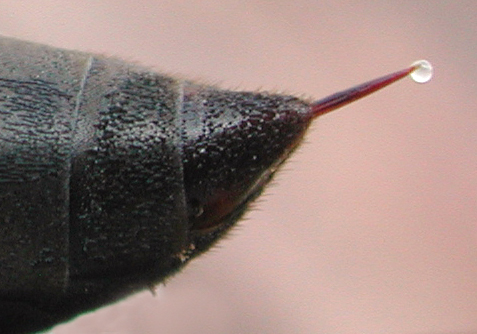
Żądło osy z widoczną kroplą jadu

Jad – silnie toksyczna wydzielina niektórych zwierząt, wytwarzana przez nie w celu odstraszania, paraliżowania lub uśmiercania innych zwierząt. Jadami bywają też nazywane toksyny wytwarzane przez drobnoustroje (na przykład jad trupi) i rośliny.
Do zwierząt produkujących jad należą niektóre węże, osy, pszczoły, pająki i skorpiony. Produkowany jest zazwyczaj przez specjalne gruczoły i wprowadzany do ciała przeciwnika lub ofiary za pomocą zębów i kolców jadowych lub żądeł.

## Przykłady jadów zwierzęcych
- jad węża
- jad pszczeli
- jad skorpiona
- jad pająka
- jad dziobaka